# Ivanjica
Ivanjica (serbisch-kyrillisch Ивањица) ist eine Stadt in Serbien. Der Verwaltungssitz der Opština Ivanjica hat laut Volkszählung 2011 11.810 Einwohner.
Seit den 1930er Jahren ist sie ein Kurort.

## Geographische Lage
Ivanjica liegt im Südwesten von Serbien. Es liegt am Ufer des Moravica-Flusses. Es ist von den Gebirgszügen Golija (Biosphärenreservat), Javor, Mučanj, Čemerno und Radočelo umgeben.

## Persönlichkeiten aus Ivanjica
- Draža Mihailović (1893–1946), Militär
- Petar Stambolić (1912–2007), Politiker
- Ivan Stambolić (1936–2000), Politiker
- Vladimir Kovačević (1940–2016), Fußballspieler und -trainer

## Belege
1. ↑  Archivierte Kopie (Memento des Originals vom 8. April 2020 im Internet Archive)  Info: Der Archivlink wurde automatisch eingesetzt und noch nicht geprüft. Bitte prüfe Original- und Archivlink gemäß Anleitung und entferne dann diesen Hinweis.